# تاهيتي (فرقة)
تاهيتي (بالإنجليزية TAHITI; هانغل: 타히티) كانت فرقة فتيات كورية جنوبية من 4 فتيات أنشئت من قبل شركة دريم ستار إنترتيمنت سنة 2012. الفرقة ترسمت في 23 يوليو 2012 مع أغنية تونايت. الفرقة تفككت رسمياً في 25 يوليو 2018. 

## الأعضاء

### الأعضاء السابقون
- Miso (هانغل: 미소) ميسو
- Minjae (민재) مينجي
- Jerry (제리) جيري
- Ari (아리) آري
- Jungbin (정빈) جونغبين
- EJ (이제이) أي جي
- Keezy (키지) كييزي
- Hanhee (한희) هانهي
- Yeeun (예은) ييون
- Jin (진) جين
- Jisoo (지수) جيسو

## الإصدارات

### الأغاني
| العنوان                                                                      | السنة | Peak chart positions | Peak chart positions | المبيعات        | الألبوم              |
| العنوان                                                                      | السنة | KOR                  | KOR Hot 100          | المبيعات        | الألبوم              |
| ---------------------------------------------------------------------------- | ----- | -------------------- | -------------------- | --------------- | -------------------- |
| "Tonight"                                                                    | 2012  | 102                  | —                    | —               | Five Beats of Hearts |
| "Hasta Luego"                                                                | 2012  | 198                  | —                    | —               | Five Beats of Hearts |
| "Love Sick"                                                                  | 2013  | 70                   | 56                   | —               | Five Beats of Hearts |
| "Oppa, You're Mine"                                                          | 2014  | 110                  | —                    | —               | Fall Into Temptation |
| "Phone Number"                                                               | 2015  | —                    | —                    | —               | Fall Into Temptation |
| "Skip"                                                                       | 2015  | 282                  | —                    | - كوريا: 5,076+ | Skip                 |
| "The Secret" (알쏭달쏭)                                                      | 2016  | 371                  | —                    | - كوريا: 3,614+ | S-The Secret         |
| "—" denotes releases that did not chart or were not released in that region. |       |                      |                      |                 |                      |

## وصلات خارجية
- تاهيتي على موقع ميوزك برينز (الإنجليزية)
- تاهيتي على موقع ديسكوغز (الإنجليزية)

- الموقع الرسمي